# التيدونا
التيدونا هي بلدية في مقاطعة فيرمو في منطقة ماركي الإيطالية ، وتقع على بعد حوالي 60 كيلومتر (37 ميل) جنوب شرق أنكونا وحوالي 35 كيلومتر (22 ميل) شمال شرق أسكولي بيتشينو . اعتبارًا من 31 ديسمبر 2018 ، كان عدد سكانها 3501  ومساحتها 12.97 كيلومتر مربع (5.01 ميل2) . 

## المعالم السياحية الرئيسية
- الجدران
- برج المراقبة من العصور الوسطى في بلفيدير
- كنائس سانتا ماريا و سان سيرياكو
- فيلا مونتانا والصهريج الروماني ، موقع قلعة القرون الوسطى التي اختفت الآن
- كنيسة أبرشية مع لوحة للفينشنزو باجاني

## روابط خارجية
- الموقع الرسمي